# Brice Jovial
Brice Jovial (nascut el 25 de gener del 1984) és un jugador de futbol que juga com a davanter. Jovial va néixer a Aubervilliers, Sena Saint-Denis, França, però juga per la selecció de futbol de Guadalupe, ja que és d'origen guadalupeny. Fa 1,72 metres i pesa 67 quilograms. Actualment juga al Dijon FCO.